# Elbert Vermaak
Elbertus Vermaak (Utrecht, 21 januari 1929 - Doorn, 22 september 2015) was een Nederlands componist en muziekpedagoog.
Hij kreeg zijn muziekopleiding aan het Conservatorium van Utrecht. Zijn docenten waren Hendrik Andriessen en George Stam voor compositieleer en Jaap Callenbach en André Jurres voor piano, voor dat laatste studeerde hij in 1952 af. Twee jaar later mocht hij eigen werk uitvoeren tijdens de muziekweek van Stichting Gaudeamus. Collegae daarin waren Peter Schat, de naar Engeland vertrokken Hugo van Eysselsteyn Kummer en de latere muziektherapeut Norbert Visser.
Na die studie leerde hij op compositorisch vlak nog bij bij Henk Badings. In zijn werken zijn invloeden terug te vinden van de dodecafonie en het neoclassicisme. Zij werk omvat bijvoorbeeld een Pianotrio (1959, opgedragen aan Badings), Cha-cha-cha voor schoolorkest (1969), Vijf miniaturen (1970, werk voor elektronisch orgel voortvloeiend uit een overheidsopdracht) en Collage II (1978, leverde hem de Schnitgerprijs op). Hij werkte op het gebied van elektronische muziek samen met Kees van Baaren
Vermaak gaf jarenlang les aan genoemd conservatorium in de vakken compositieleer en piano. Een van zijn leerlingen is Otto Grünbauer.
Na 1982 werden geen muzikale activiteiten meer gemeld op delpher. De pagina bij Donemus eindigt met twee werken uit 1983.
Boven zijn rouwkaart, ondertekend door zijn weduwe Thea van Buuren, staat een citaat van Gustav Mahler: 
Het belangrijkste van de muziek staat niet in de noten.